# Discografia de Green Day
Esta é a discografia da banda norte-americana Green Day. Formada em 1987, a banda já lançou treze álbuns de estúdio. Foram lançados também dez álbuns ao vivo, três de vídeo, quatro compilações e três Extended Plays (EP). Somando todos os álbuns, tem-se mais de 85 milhões de cópias vendidas por todo o mundo.
Quarenta e quatro singles já foram lançados, com destaque para "Basket Case", "When I Come Around", "Good Riddance (Time of Your Life)", "Minority", "American Idiot", "Holiday", "Boulevard of Broken Dreams", "Wake Me Up When September Ends", "Know Your Enemy", "21 Guns", "Oh Love" e "Let Yourself Go".
A banda vendeu mais de 85 milhões de discos a nível mundial, incluindo 25 milhões só nos Estados Unidos.

## Álbuns de estúdio
| Ano  | Detalhes do álbum | Posições | Posições | Posições | Posições | Posições | Certificações e vendas | Certificações e vendas | Certificações e vendas | Certificações e vendas | Certificações e vendas                      |
| Ano  | Detalhes do álbum | USA      | CAN      | RU       | AUS      | ALE      | RIAA                   | Music Canada           | ARIA                   | BPI                    | Vendas mundiais                             |
| ---- | --- | -------- | -------- | -------- | -------- | -------- | ---------------------- | ---------------------- | ---------------------- | ---------------------- | ------------------------------------------- |
| 1990 | 39/Smooth - Lançamento: Abril de 1990 - Produtores: Andy Ernst e Green Day                                           | —        | —        | —        | —        | —        | Ouro                   | —                      | —                      | —                      | N/D                                         |
| 1992 | Kerplunk - Lançamento: 17 de Janeiro de 1992 - Produtores: Andy Ernst e Green Day                                    | —        | —        | —        | —        | —        | Platina                | —                      | —                      | Ouro                   | - US: 1.000.000 - WW: 4.000.000             |
| 1994 | Dookie - Lançamento: 1 de Fevereiro de 1994 - Produtores: Rob Cavallo e Green Day                                    | 2        | —        | 13       | 1        | 4        | Diamante               | Diamante               | 4× Platina             | 3× Platina             | - US: 13.000.000 - WW: 28.000.000           |
| 1995 | Insomniac - Lançamento: 10 de Outubro de 1995 - Produtores: Rob Cavallo e Green Day                                  | 2        | —        | 8        | —        | 12       | 2× Platina             | 2× Platina             | —                      | Platina                | - US: 4.000.000 - WW: 9.000.000             |
| 1997 | Nimrod - Lançamento: 14 de Outubro de 1997 - Produtores: Rob Cavallo e Green Day                                     | 10       | 4        | 11       | —        | 31       | 2× Platina             | 2× Platina             | 3× Platina             | Platina                | - US: 3.000.000 - WW: 6.000.000             |
| 2000 | Warning - Lançamento: 3 de Outubro de 2000 - Produtores: Green Day                                                   | 4        | 2        | 4        | —        | 21       | Ouro                   | Platina                | Platina                | Platina                | - US: 1.000.000 - WW: 3.000.000             |
| 2004 | American Idiot - Lançamento: 21 de Setembro de 2004 - Produtores: Rob Cavallo e Green Day                            | 1        | 1        | 1        | 1        | 3        | 6× Platina             | 6× Platina             | 6× Platina             | 8× Platina             | - US: 6.500.000 - WW: 16.000.000            |
| 2009 | 21st Century Breakdown - Lançamento: 15 de Maio de 2009 - Produtores: Butch Vig e Green Day                          | 1        | 1        | 1        | 1        | 1        | Platina                | 2× Platina             | Platina                | Platina                | - US: 2.000.000 - WW: 6.000.000 (em vendas) |
| 2012 | ¡Uno! - Lançamento: 24 de setembro de 2012 - Produtores: Rob Cavallo e Green Day                                     | 2        | 3        | 2        | 3        | 2        | —                      | Ouro                   | —                      | Ouro                   | - US: 330,000 - WW: 1.300,000 (em vendas)   |
| 2012 | ¡Dos! - Lançamento: 13 de novembro de 2012 - Produtores: Rob Cavallo e Green Day                                     | 9        | 2        | 10       | 3        | 4        | —                      | —                      | —                      | Prata                  | - US: 180,000                               |
| 2012 | ¡Tré! - Lançamento: 11 de dezembro de 2012 - Produtores: Rob Cavallo e Green Day                                     | 13       | 22       | 31       | 8        | 17       | —                      | —                      | —                      | Prata                  | - US: 160,000                               |
| 2016 | Revolution Radio - Lançamento: 7 de outubro de 2016 - Produtores: Rob Cavallo e Green Day                            | 1        | 1        | 1        | 2        | 2        | —                      | —                      | —                      | Ouro                   | - US: 250,000                               |
| 2020 | Father of All Motherfuckers - Lançamento: 7 de fevereiro de 2020 - Produtores: Butch Walker, Chris Dugan e Green Day | —        | —        | —        | —        | —        | —                      | —                      | —                      | —                      |                                             |
| 2024 | Saviors - Lançamento: 14 de janeiro de 2024 - Produtores: Rob Cavallo, Green Day                                     | —        | —        | —        | —        | —        | —                      | —                      | —                      | —                      | —                                           |

## Álbuns ao vivo
| Ano  | Detalhes do álbum                                                                               | Posições | Posições | Certificações |
| Ano  | Detalhes do álbum                                                                               | USA      | CAN      | ARIA          |
| ---- | ----------------------------------------------------------------------------------------------- | -------- | -------- | ------------- |
| 1994 | Live at Gilman Street - Lançamento: 1994                                                        | —        | —        | —             |
| 1994 | Live Tracks - Lançamento: 1994 - Produtores: Green Day                                          | —        | —        | —             |
| 1996 | Bowling Bowling Bowling Parking Parking - Lançamento: 1996 - Producers: Rob Cavallo e Green Day | —        | —        | —             |
| 1996 | Foot in Mouth - Released: 30 de Junho de 1996 - Produtores: Rob Cavallo e Green Day             | —        | —        | —             |
| 2000 | MTV Live Without Warning! - Lançamento: 10 de Outubro de 2000 - Produtores: Green Day           | —        | —        | —             |
| 2001 | Tune in, Tokyo... - Lançamento: 9 de Outubro de 2001 - Produtores: Green Day                    | —        | —        | —             |
| 2005 | Bullet in a Bible - Lançamento: 15 de Novembro de 2005 - Diretor: Samuel Bayer                  | 8        | 3        | Platina       |
| 2009 | 21 Guns Live E.P - Lançamento: 4 de Setembro de 2009 - Produtores: Green Day                    | —        | —        | —             |
| 2009 | Last Night On Earth Live In Tokyo - Lançamento: 1 de Dezembro de 2009 - Produtores: Green Day   | —        | —        | —             |
| 2011 | Awesome As Fuck - Lançamento: 15 de Março de 2011                                               | —        | —        | —             |

## Coletâneas
| Ano  | Detalhes da compilação                                                                                          | Posições | Certificações e vendas | Certificações e vendas | Certificações e vendas | Certificações e vendas          |
| Ano  | Detalhes da compilação                                                                                          | USA      | RIAA                   | Music Canada           | ARIA                   | Vendas mundiais                 |
| ---- | --- | -------- | ---------------------- | ---------------------- | ---------------------- | ------------------------------- |
| 1991 | 1,039/Smoothed Out Slappy Hours - Lançamento: 1 de Julho de 1991 - Produtores: Green Day                        | —        | Ouro                   | —                      | —                      | - US: 105.000 - WW: 585.000     |
| 2001 | International Superhits! - Lançamento: 13 de Novembro de 2001 - Produtores: Rob Cavallo, Jerry Finn e Green Day | 40       | Platina                | Ouro                   | 3× Platina             | - US: 1.300.000 - WW: 2.300.000 |
| 2002 | Shenanigans - Lançamento: 2 de Julho de 2002 - Produtores: Rob Cavallo e Green Day                              | 27       | —                      | —                      | —                      | - US: N/D - WW: 200.000         |
| 2014 | Demolicious - Lançamento: 19 de Abril de 2014                                                                   | 98       | —                      | —                      | —                      | - US: N/D - WW: N/D             |

## EPs
| Ano  | Detalhes do EP                                                      |
| ---- | ------------------------------------------------------------------- |
| 1989 | 1,000 Hours - Lançamento: 1989 - Produtores: Andy Ernst e Green Day |
| 1990 | Slappy - Lançamento: Abril de 1990 - Produtores: Green Day          |
| 1990 | The Sweet Children - Lançamento: 1990 - Produtores: Green Day       |

## Singles
| 1991                                                                 | "Going to Pasalacqua"                            | —   | —  | —  | —  | —  | —  | —  | —  | —  | —  | —  | —  | —   |                                        | 1,039 Smoothed Out Slappy Hours         |
| 1992                                                                 | "2,000 Light Years Away"                         | —   | —  | —  | —  | —  | —  | —  | —  | —  | —  | —  | —  | —   |                                        | Kerplunk                                |
| 1992                                                                 | "Christie Road"                                  | —   | —  | —  | —  | —  | —  | —  | —  | —  | —  | —  | —  | —   |                                        | Kerplunk                                |
| 1994                                                                 | "Longview"                                       | 36  | 1  | 13 | 33 | —  | —  | —  | —  | —  | —  | —  | —  | 30  |                                        | Dookie                                  |
| 1994                                                                 | "Welcome to Paradise"                            | 55  | 7  | —  | 44 | —  | —  | —  | —  | —  | 21 | —  | —  | 20  |                                        | Dookie                                  |
| 1994                                                                 | "Basket Case"                                    | 20  | 1  | 9  | —  | —  | 49 | —  | 18 | —  | 21 | 2  | 3  | 7   |                                        | Dookie                                  |
| 1995                                                                 | "She"                                            | 41  | 5  | 18 | —  | —  | —  | —  | —  | —  | —  | —  | —  | —   |                                        | Dookie                                  |
| 1995                                                                 | "When I Come Around"                             | 6   | 1  | 2  | 7  | —  | —  | —  | 45 | —  | 4  | —  | 28 | 27  | EUA: Ouro                              | Dookie                                  |
| 1995                                                                 | "J.A.R. (Jason Andrew Relva)"                    | —   | 1  | 17 | —  | —  | —  | —  | —  | —  | —  | —  | —  | —   |                                        | Angus: Trilha Sonora                    |
| 1995                                                                 | "Geek Stink Breath"                              | 27  | 3  | 9  | 40 | —  | —  | —  | 73 | —  | 11 | —  | 28 | 16  |                                        | Insomniac                               |
| 1995                                                                 | "Stuck with Me"                                  | —   | —  | —  | 46 | —  | —  | —  | —  | —  | 40 | —  | —  | 24  |                                        | Insomniac                               |
| 1996                                                                 | "Brain Stew / Jaded"                             | 38  | 3  | 8  | —  | —  | —  | —  | —  | —  | —  | —  | —  | 28  |                                        | Insomniac                               |
| 1996                                                                 | "Walking Contradiction"                          | —   | 21 | 25 | —  | —  | —  | —  | —  | —  | —  | —  | —  | —   |                                        | Insomniac                               |
| 1996                                                                 | "86"                                             | —   | —  | —  | —  | —  | —  | —  | —  | —  | —  | —  | —  | —   |                                        | Insomniac                               |
| 1997                                                                 | "Hitchin' a Ride"                                | —   | 5  | 9  | 26 | —  | —  | —  | —  | —  | —  | —  | —  | 25  |                                        | Nimrod                                  |
| 1997                                                                 | "Good Riddance (Time of Your Life)"              | 11  | 2  | 7  | 44 | —  | 1  | —  | 21 | —  | 40 | —  | —  | 11  | CAN: Platina EUA: Ouro                 | Nimrod                                  |
| 1998                                                                 | "Redundant"                                      | 42  | 16 | —  | 50 | —  | —  | —  | —  | —  | —  | —  | —  | 27  | AUS: 2× Platina                        | Nimrod                                  |
| 1998                                                                 | "Prosthetic Head"                                | —   | —  | —  | —  | —  | —  | —  | —  | —  | —  | —  | —  | —   |                                        | Nimrod                                  |
| 1999                                                                 | "Nice Guys Finish Last"                          | —   | 31 | —  | —  | —  | —  | —  | —  | —  | —  | —  | —  | —   |                                        | Nimrod                                  |
| 2000                                                                 | "Minority"                                       | 101 | 1  | 15 | 29 | —  | —  | 10 | —  | 43 | 39 | —  | —  | 18  |                                        | Warning                                 |
| 2000                                                                 | "Warning"                                        | 114 | 3  | 24 | 19 | —  | —  | —  | —  | 46 | 37 | —  | —  | 27  |                                        | Warning                                 |
| 2001                                                                 | "Waiting"                                        | —   | 26 | —  | —  | —  | —  | —  | —  | —  | —  | —  | —  | 34  |                                        | Warning                                 |
| 2001                                                                 | "Macy's Day Parade"                              | —   | —  | —  | —  | —  | —  | —  | —  | —  | —  | —  | —  | —   |                                        | Warning                                 |
| 2001                                                                 | "Poprocks & Coke"                                | —   | —  | —  | —  | —  | —  | —  | —  | —  | —  | —  | —  | —   |                                        | International Superhits!                |
| 2002                                                                 | "Desensitized"                                   | —   | —  | —  | —  | —  | —  | —  | —  | —  | —  | —  | —  | —   |                                        | Shenanigans                             |
| 2004                                                                 | "I Fought the Law"[C]                            | —   | —  | —  | —  | —  | —  | —  | —  | —  | —  | —  | —  | —   |                                        | não lançada em álbum                    |
| 2004                                                                 | "American Idiot"                                 | 52  | 1  | 5  | 7  | 18 | —  | 1  | 28 | 12 | 7  | —  | 18 | 3   | AUS: Ouro CAN: 2× Platina EUA: Ouro    | American Idiot                          |
| 2004                                                                 | "Shoplifter"[C]                                  | —   | —  | —  | —  | —  | —  | —  | —  | —  | —  | —  | —  | —   |                                        | não lançada em álbum                    |
| 2004                                                                 | "Boulevard of Broken Dreams"                     | 1   | 1  | 1  | 1  | 8  | —  | —  | 3  | 2  | 5  | 4  | 2  | 5   | AUS: Platina CAN: 3× Platina EUA: Ouro | American Idiot                          |
| 2005                                                                 | "Holiday"                                        | 19  | 1  | 1  | 24 | 45 | —  | 21 | 50 | 13 | 13 | 19 | 25 | 11  | EUA: Platina                           | American Idiot                          |
| 2005                                                                 | "Wake Me Up When September Ends"                 | 6   | 2  | 12 | 13 | 15 | —  | 1  | 22 | 13 | 10 | —  | 21 | 8   | CAN: 2× Platina EUA: Platina           | American Idiot                          |
| 2005                                                                 | "Jesus of Suburbia"                              | —   | 27 | —  | 24 | 55 | —  | —  | 76 | 26 | 26 | —  | —  | 17  |                                        | American Idiot                          |
| 2005                                                                 | "Are We The Waiting/St. Jimmy" (Live)            | —   | —  | —  | —  | —  | —  | —  | —  | —  | —  | —  | —  | —   |                                        | Bullet in a Bible                       |
| 2006                                                                 | "The Saints Are Coming" com U2                   | 51  | 22 | 33 | 1  | 3  | 2  | 1  | 6  | 1  | 4  | 1  | 4  | 2   |                                        | U218 Singles                            |
| 2007                                                                 | "Working Class Hero"[C]                          | 53  | 10 | 18 | —  | —  | —  | 6  | —  | —  | —  | 8  | 11 | —   |                                        | Instant Karma                           |
| 2007                                                                 | "The Simpsons Theme"[C]                          | 106 | —  | —  | —  | —  | —  | 27 | —  | 15 | —  | —  | 34 | 19  |                                        | não lançada em álbum                    |
| 2009                                                                 | "Know Your Enemy"                                | 28  | 1  | 1  | 20 | 11 | 26 | 5  | 14 | 11 | 19 | 17 | 8  | 21  | EUA: Ouro                              | 21st Century Breakdown                  |
| 2009                                                                 | "21 Guns"                                        | 22  | 3  | 17 | 14 | 17 | 19 | 15 | 13 | 21 | 3  | —  | 8  | 36  | AUS: Ouro EUA: Ouro                    | 21st Century Breakdown                  |
| 2009                                                                 | "East Jesus Nowhere"                             | —   | 31 | 35 | —  | —  | —  | —  | —  | —  | —  | —  | —  | —   |                                        | 21st Century Breakdown                  |
| 2009                                                                 | "21st Century Breakdown"                         | —   | —  | —  | —  | —  | —  | —  | —  | —  | —  | —  | —  | —   |                                        | 21st Century Breakdown                  |
| 2009                                                                 | "21 Guns" com o elenco do musical American Idiot | —   | —  | —  | —  | —  | —  | —  | —  | —  | —  | —  | —  | —   |                                        | American Idiot: Broadway Cast Recording |
| 2010                                                                 | "Last of the American Girls"                     | —   | 26 | —  | —  | —  | 41 | —  | —  | —  | —  | —  | —  | —   |                                        | 21st Century Breakdown                  |
| 2010                                                                 | "When It's Time"                                 | —   | —  | —  | —  | —  | —  | —  | —  | —  | —  | —  | —  | 68  |                                        | American Idiot: Broadway Cast Recording |
| 2012                                                                 | "Oh Love"                                        | 97  | 3  | —  | 31 | 28 | 24 | 45 | 44 | —  | 88 | —  | —  | —   |                                        | ¡Uno!                                   |
| 2012                                                                 | "Kill the DJ""                                   | —   | —  | —  | —  | —  | 12 | —  | —  | —  | —  | —  | —  | 88  |                                        | ¡Uno!                                   |
| 2012                                                                 | "Let Yourself Go"                                | —   | 17 | —  | —  | —  | —  | —  | —  | —  | —  | —  | —  | 193 |                                        | ¡Uno!                                   |
| 2012                                                                 | "Stray Heart"                                    | —   | —  | —  | 20 | —  | —  | —  | —  | —  | —  | —  | —  | —   |                                        | ¡Dos!                                   |
| 2013                                                                 | "X-Kid"                                          | —   | —  | 37 | —  | —  | —  | —  | —  | —  | —  | —  | —  | —   |                                        | ¡Tré!                                   |
| 2016                                                                 | "Bang Bang"                                      | —   | —  | —  | —  | —  | —  | —  | —  | —  | —  | —  | —  | —   |                                        | Revolution Radio                        |
| 2016                                                                 | "Still Breathing"                                | —   | —  | —  | —  | —  | —  | —  | —  | —  | —  | —  | —  | —   |                                        | Revolution Radio                        |
| 2017                                                                 | "Revolution Radio"                               | —   | —  | —  | —  | —  | —  | —  | —  | —  | —  | —  | —  | —   |                                        | Revolution Radio                        |
| 2017                                                                 | "Back in the USA"                                | —   | —  | —  | —  | —  | —  | —  | —  | —  | —  | —  | —  | —   |                                        | Greatest Hits: God's Favorite Band      |
| 2019                                                                 | "Father of All..."                               | —   | —  | —  | —  | —  | —  | —  | —  | —  | —  | —  | —  | —   |                                        | Father of All Motherfuckers             |
| 2020                                                                 | "Oh Yeah!"                                       | —   | —  | —  | —  | —  | —  | —  | —  | —  | —  | —  | —  | —   |                                        | Father of All Motherfuckers             |
| "—" denota canção não entrou em charts ou não lançada no território. |                                                  |     |    |    |    |    |    |    |    |    |    |    |    |     |                                        | Father of All Motherfuckers             |

## B-Sides
| Ano  | B-Sides                                |
| ---- | -------------------------------------- |
| 1994 | "On the Wagon"                         |
| 1994 | "Tired of Waiting for You"             |
| 1995 | "Don't Wanna to Fall In Love"          |
| 1995 | "I Want to Be on T.V"                  |
| 1996 | "Do Da Da"                             |
| 1997 | "Rotting"                              |
| 1997 | "Suffocate"                            |
| 1997 | "Espionage"                            |
| 1997 | "Desensitized"                         |
| 1997 | "Sick of Me"                           |
| 1997 | "You Lied"                             |
| 2000 | "Scumbag"                              |
| 2000 | "Outsider"                             |
| 2000 | "Don't Want to Know If You Are Lonely" |
| 2000 | "Maria" (Versão Original)              |
| 2004 | "Shoplifter"                           |
| 2004 | "Too Much Too Soon"                    |
| 2004 | "Favorite Son"                         |
| 2004 | "Governator"                           |
| 2009 | "Lights Out"                           |
| 2009 | "Hearts Collide"                       |

## Vídeos
| Ano  | Detalhes do vídeo                                                                                                 | Posições | Posições | Certificações | Certificações |
| Ano  | Detalhes do vídeo                                                                                                 | USA      | CAN      | RIAA          | ARIA          |
| ---- | --- | -------- | -------- | ------------- | ------------- |
| 2001 | International Supervideos! - Lançamento: 13 de Novembro de 2001 - Produtores: Rob Cavallo, Jerry Finn e Green Day | —        | —        | Ouro          | Platina       |
| 2005 | Bullet in a Bible - Lançamento: 15 de Novembro de 2005                                                            | —        | —        | —             | —             |
| 2011 | Awesome as Fuck - Lançamento: 22 de Março de 2011                                                                 | —        | —        | —             | —             |

## Vídeos Musicais
| Ano  | Título                                             | Direção                              |
| ---- | -------------------------------------------------- | ------------------------------------ |
| 1994 | "Longview"                                         | Mark Kohr                            |
| 1994 | "Welcome to Paradise"                              | Robert Caruso                        |
| 1994 | "Basket Case"                                      | Mark Kohr                            |
| 1994 | "When I Come Around"                               | Mark Kohr                            |
| 1994 | "She" (Jaded In Chicago Live)                      | Mark Kohr                            |
| 1995 | "Geek Stink Breath"                                | Mark Kohr                            |
| 1995 | "Stuck with Me"                                    | Mark Kohr                            |
| 1995 | "Brain Stew / Jaded"                               | Kevin Kerslake                       |
| 1996 | "Walking Contradiction"                            | Roman Coppola                        |
| 1997 | "Hitchin' a Ride"                                  | Mark Kohr                            |
| 1997 | "Good Riddance (Time of Your Life)"                | Mark Kohr                            |
| 1998 | "Redundant"                                        | Mark Kohr                            |
| 1998 | "Nice Guys Finish Last"                            | Evan Bernard                         |
| 1999 | "Last Ride In"                                     | Lance Bangs                          |
| 2000 | "Minority"                                         | Evan Bernard                         |
| 2000 | "Warning"                                          | Francis Lawrence                     |
| 2001 | "Waiting"                                          | Marc Webb                            |
| 2001 | "Macy's Day Parade"                                | Mark Kohr                            |
| 2001 | "Maria"                                            | [carece de fontes?]                  |
| 2001 | "Poprocks & Coke"                                  | [carece de fontes?]                  |
| 2004 | "American Idiot"                                   | Samuel Bayer                         |
| 2004 | "Boulevard of Broken Dreams"                       | Samuel Bayer                         |
| 2005 | "Holiday"                                          | Samuel Bayer                         |
| 2005 | "Wake Me Up When September Ends"                   | Samuel Bayer                         |
| 2005 | "St. Jimmy" (Live)                                 | Samuel Bayer                         |
| 2005 | "Jesus of Suburbia"                                | Samuel Bayer                         |
| 2005 | "Whatsername" (Nunca lançado)                      |                                      |
| 2006 | "The Saints Are Coming" with U2                    | Chris Milk                           |
| 2007 | "Working Class Hero"                               | Samuel Bayer                         |
| 2009 | "Know Your Enemy"                                  | Matthew Cullen                       |
| 2009 | "21 Guns"                                          | Marc Webb                            |
| 2009 | "American Eulogy"                                  |                                      |
| 2009 | "East Jesus Nowhere"                               | Chris Dugan & M. Douglas Silverstein |
| 2009 | "21st Century Breakdown"                           | Marc Webb                            |
| 2009 | "Murder City" (Passagem de som Live In Birmingham) | [carece de fontes?]                  |
| 2009 | "Last Night On Earth" (Live)                       |                                      |
| 2010 | "Last Of The American Girls"                       | Marc Webb                            |
| 2011 | "Cigarettes and Valentines"                        | Chris Dugan                          |
| 2012 | "Oh Love"                                          | Samuel Bayer                         |
| 2012 | "Kill the DJ"                                      | Samuel Bayer                         |
| 2012 | "Let Yourself Go" (live)                           | Tim Wheeler, Farm League             |
| 2012 | "Nuclear Family"                                   | Farm League                          |
| 2012 | "Stay the Night"                                   | Farm League                          |
| 2012 | "Troublemaker"                                     | Farm League                          |
| 2012 | "Stray Heart"                                      | Roboshobo                            |
| 2012 | "The Forgotten"                                    | Bill Berg Hillinger                  |